# Deptford (Schiff)
Die HMS Deptford (L53) war eine britische Sloop der dreizehn Schiffe umfassenden Grimsby-Klasse.
Nach ihrer Indienststellung 1935 wurde die Deptford in den Persischen Golf kommandiert, kehrte jedoch nach dem Ausbruch des Zweiten Weltkrieges nach England zurück.
Während des Zweiten Weltkrieges diente das Schiff hauptsächlich im Geleitzugsdienst auf dem Nordatlantik und war an der Versenkung eines deutschen U-Boots beteiligt.

## Geschichte des Schiffs
HMS Deptford wurde am 10. Januar 1934 als erstes und einziges Schiff der Klasse beim Chatham Dockyard in Auftrag gegeben und am 30. April 1934 auf Kiel gelegt. Das Aufschwimmen des Schiffes im Baudock (Stapellauf) fand am 5. Februar 1935 statt. Die Taufe der Deptford wurde durch Mrs. Pearson, die Bürgermeisterin von Chatham, vollzogen. Die Deptford war seit 1692 das neunte Schiff der Royal Navy, das diesen Namen führte. Am 14. August 1935 wurde die Sloop von der Royal Navy als fünftes Schiff der Grimsby-Klasse in Dienst gestellt.
Wie die vorangegangenen Schwesterschiffe wurde auch die Deptford einer Auslandsstation zugewiesen und zum Persischen Golf kommandiert. Am 14. November 1935 traf sie in Maskat ein, wo sie die Sloop Lupin der Arabis-Gruppe der Flower-Klasse ablöste, wobei die Besatzungen der Schiffe getauscht wurden. Die Sloop verblieb bis zum Beginn des Weltkriegs im Persischen Golf. Da das Seegebiet zur East Indies Station gehörte, erfolgten die planmäßigen Werftliegezeiten in Bombay oder Colombo. Im November 1938 diente das Schiff als Ansteuerungspunkt eines Langstreckenrekordfluges dreier Wellesley-Bomber auf dem Weg von Ismailia in Ägypten nach Port Darwin in Australien.
1939 sollte das Schiff nach dem Muster des achten Schwesterschiffs, der Fleetwood, umbewaffnet werden und zwei 102-mm-L/45-Mk.XIX-Zwillingsgeschütze als neue Hauptbewaffnung erhalten. Wegen der angespannten politischen Lage wurde die Werftliegezeit im Mai 1939 in Malta jedoch erheblich verkürzt und auf den Tausch der Bewaffnung verzichtet. Es wurden lediglich zwei zusätzliche Vickers-Vierlings-MG für die Nahbereichs-Flugabwehr installiert.
Bei Kriegsausbruch befand sich die Deptford auf einer Fahrt nach Singapur in Colombo und lief über Aden zusammen mit dem der Persian Gulf Division gerade zugewiesenen Schwester-(Typ-)Schiff Grimsby und der in Bombay überholten Fowey in das Mittelmeer, um dort Geleitaufgaben zu übernehmen. Sie verlegte aber bald weiter nach Großbritannien, wo sie 16. November 1939 in Portsmouth eintraf. Von da ab war die Sloop meist im Bereich der Western Approaches als Geleitsicherung im Einsatz.
Am 21. Dezember 1941, als Teil des von Frederic John Walker geführten Geleitzugs HG-76, versenkten die Deptford unter Lt. Cdr. Hugh Robert White und die britische Korvette Samphire unter Lt. Cdr. Frederick Thomas Renny durch Wasserbomben das von Engelbert Endrass geführte deutsche U-Boot U 567.
Im Mai 1945 wurde das Schiff außer Dienst gestellt und am 8. März 1948 an die Firma „BISCO“ verkauft. Es erreichte die Abwrackwerft am 11. Mai 1948 und wurde anschließend dort zerlegt.

## Gefechtskalender

### 1939
- August: Das Schiff befand sich auf dem Weg vom Persischen Golf nach Singapur
- September: Zum Zwecke des Geleitschutzes nach Großbritannien zurückgerufen
- November:
  - 16. – Ankunft in Portsmouth und Ausrüstung für die Aufgaben des Atlantikgeleitschutzes
- Dezember: Der „2nd Escort Division“ in Liverpool zugewiesen

### 1940
- Januar:
  - 14. – Zum Geleitschutz der Atlantikkonvois in die Western Approaches abgestellt.
- Februar:
  - 3. – Kollision mit dem Handelsschiff „SS Antigua“ aus dem Konvoi OB28. Keine größere Beschädigung.
  - 19. – Zusammen mit der Sloop Aberdare und dem Zerstörer Wishart als Geleitschutz für den nach Gibraltar auslaufenden Geleitzug OG19F eingeteilt.
  - 25. – Vom Konvoi OG19F abkommandiert, um den von Gibraltar entgegenkommenden Geleitzug HG20 nach Liverpool zu schützen.
- März:
  - 6. – Konvoi HG20 verlassen und nach Plymouth abgelaufen.
- April:
  - 5. bis 15. – Zum Geleitschutz des nach Liverpool einlaufenden Konvois HG23 abgestellt.
  - 18. – In den Western Approaches zum Konvoi HG26F auf dem Weg nach Liverpool gestoßen
  - 26./27. – Teil des Geleits des auslaufenden Konvois OG27
- Mai – Oktober: Geleitschutz in den Western Approaches
- November: Abgeordnet zur „Sloop Division“ im „Western Approaches Command“ in Liverpool. Geleitschutz im Atlantik
- Dezember: Geleitschutz im Atlantik

### 1941
- Januar: Geleitschutz im Atlantik
- Februar – März: Werftliegezeit in Liverpool mit Modernisierung der Radaranlage (Naval Type 286M)
- April: Geleitzugdienst im Atlantik, abgestellt zum Geleit für die Konvois OG und HG zwischen Großbritannien und Gibraltar
- Mai: Geleitschutz für den Konvoi HG69, der von dem italienischen Unterseeboot Marconi erfolglos angegriffen wurde.
- Juni – Juli: Schutz der Gibraltar-Geleitzüge
- August: Teil der „36th Escort Group“, Geleitzugsdienst für den Konvoi HG71
  - 11. – Jagd nach einem mit Radar aufgespürten U-Boot
- September:
  - 13. – Eskorte für den Konvoi HG72, zusammen mit den Zerstörern Faulknor, Encounter und der australischen Nestor (RAN) sowie dem Hunt-Zerstörer Avon Vale.[2] Ein Angriff italienischer Unterseeboote wurde verhindert.
  - 15. – Zusammen mit Korvetten der Flower-Klasse der „36th Escort Group“ Geleitschutz für den Konvoi OG74. Erstmals wurde eine Luftsicherung durch Flugzeuge vom Geleitträger Audacity durchgeführt. Zusammen mit den Korvetten Pentstemon und Marigold erfolglose Jagd auf die den Konvoi angreifenden Unterseeboote.[3]
- Oktober: Geleitzugsdienst im Atlantik
- November: Geleitzugsdienst im Mittelmeer während der nordafrikanischen Operationen der 8. Armee von El Alamein (Operation Chieftain – maritimer Schutz der Operation Crusader).

- Dezember:

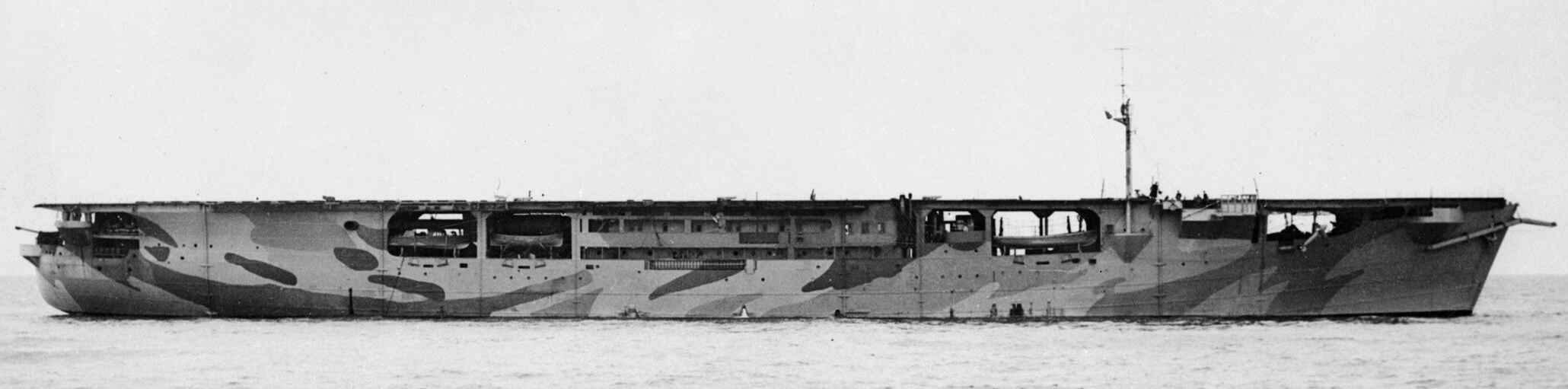
Der Geleitträger Audacity ex Hannover des NDL

  - 14. – mit der „36th Escort Group“ Teil Geleitschutzes des Konvois HG76 (Geleitträger Audacity, sieben Korvetten der Flower-Klasse und drei Zerstörer) auf dem Weg von Gibraltar nach Großbritannien.[4]
  - 18. – Das den Konvoi beschattende Unterseeboot U 434 wird von den Zerstörern Blankney und Stanley versenkt.
  - 21. – Audacity wird von U 751 versenkt. Zusammen mit der Korvette Samphire versenkt die Deptford das deutsche Unterseeboot U 567 im Atlantik in der Position 44.02N 25.32W in der Nähe der Azoren.
  - 22. – Schwere Schäden durch Kollision mit der Stork. Dabei werden zwei deutsche Matrosen von dem versenkten U 574, die von der Stork gerettet worden waren, getötet.
  - 28. – Einlaufen in Liverpool zur Reparatur

### 1942
- Januar – Februar: Werftliegezeit und Reparatur
- März: Nach den Erprobungsfahrten stieß das Schiff wieder zur „36th Escort Group“ und lief zum Geleitzugsdienst auf die Freetown-Route aus.
- April bis September: Geleitzugsdienst im Atlantik
- Deptford wurde für den Geleitzugsdienst bei der beabsichtigten Invasion der Alliierten in Nordafrika (Operation Torch) bestimmt.
- Oktober:
  - 26. – Fahrt vom Clyde als Teil der Escortgruppe zum Schutz des Konvois KMF1 nach Gibraltar
- November: Einlaufen in Gibraltar und Vorbereitungen für Operation Torch
  - 8. – Auslaufen nach Arzue, (Oran) als Eskorte der Angriffsstreitkräfte. Schutz der amphibischen Kräfte bei der Anlandung. Danach zum Geleitschutz an der nordafrikanischen Küste entlassen.
- Dezember:
  - 7. – Geleitschutz vor der algerischen Küste
  - 9. – Grundberührung vor Algier mit schweren Schäden.

### 1943
- Januar: Fahrt mit dem Konvoi MKS8 nach Liverpool
- Februar – August: Werftliegezeit in Liverpool.
- September: Probefahrten nach der Reparatur
- Oktober: Ausrüstung für Einsatzfahrten in Tobermory. Wurde dann zur „37th Escort Group“ im Geleitschutz im Mittelmeer kommandiert.
- November:
  - 11. – Ankunft in Gibraltar und Weiterfahrt nach Alexandria.
- Dezember: Geleitschutzaufgaben im östlichen Mittelmeer

### 1944
- Januar – Februar: Geleitschutzaufgaben im östlichen Mittelmeer
- März: Zum Schutz des Geleitzuges UGS36 aus den USA nach dem östlichen Mittelmeer abgestellt (37 Handelsschiffe und 18 LST). Dann zur Verstärkung der sichernden „US Task Force 64“ mit dem britischen Kreuzer Colombo, den Sloops Black Swan, Amethyst und der Korvette Campion zugeteilt.[5]
- April – Juli: Geleitschutzaufgaben im Mittelmeer mit Stützpunkt in Alexandria
- August – November: Geleitschutzaufgaben im Mittelmeer mit Stützpunkt in Tarent.
- Dezember: Fahrt nach Großbritannien mit Übernahme von Geleitschutzaufgaben für küstennahe Konvois.

### 1945
- Januar: Werftliegezeit zur Überholung
- Februar: Abkommandiert nach Portsmouth um von dort Geleitschutzaufgaben in den Western Approaches und dem Ärmelkanal zu übernehmen.
- März: Geleitschutzfahrten im Ärmelkanal
  - 16. – Geleitschutz für den Küstenminenleger Plover während einer Minenoperation im Minenfeld D1 im Ärmelkanal. (Operation Buttermilk).
- April: Geleitschutzfahrten im Ärmelkanal
- Mai: Nach Kriegsende außer Dienst gestellt
- Juni: In den Reservestatus versetzt
- Juli: In Milford Haven aufgelegt

## Auszeichnungen der Schiffe mit dem Namen „HMS Deptford“
BEACHY HEAD 1690 – BARFLEUR 1692 – CARTAGENA 1741 – MAURITIUS 1748 – MINORCA 1756 – HAVANA 1762 – ATLANTIC 1939–43 – NORTH AFRICA 1942 – MEDITERRANEAN 1944 – ENGLISH CHANNEL 1945

## Schiffswappen
Das Schiffswappen zeigt auf weißem Grund eine schwarze heraldische Schwalbe unter einer goldenen Mauerkrone. (On a Field White, a Martlet Black under a mural crown Gold.)

## Devise
Sicut clim (Weitermachen wie bisher)